# Viking Tri-nations Rugby 2009
Navigation
Viking Tri-nations 2010
La Viking Tri-nations Rugby 2009 est la première édition de la compétition de rugby à XV organisée par l'Association européenne de rugby. La Norvège bat le Danemark sur le score de 15 à 8 lors de l'unique match disputé le 17 octobre à Bergen. Ce match compte également pour un match de poule de la division 3B du Championnat européen des nations 2008-2010.

## Feuille de match
(mt : 9 - 5)
Points marqués :
- Norvège : 5 pénalités de F. Hunt (10e, 34e, 39e, 46e, 72e)
- Danemark : 1 essai de G. Hounou (22e), 1 pénalité de H. K. Whatarau (77e)

Évolution du score : 3-0, 3-5, 6-5, 9-5, 12-5, 15-5, 15-8
Arbitre : M. Muldon 
| Norvège Titulaires R. Yttervik 15 F. Hunt 14 F. Skovly 13 A. Hanger 12 R. Greig 11 G. Collins 10 A. Harrington 9 K. Harper 8 K. Borsheim 7 P. Raclin 6 S. Rostborg 5 E. Lunde 4 H. Stengrimsen 3 A. Fyri 2 S-O. Kristensen 1 Remplaçants K. Frisch L. Eaton A. De Vries J. Greenshields W. Chibaya N. Hughes A. Diessner Entraîneur ? |  | Danemark Titulaires 15 A. Nielsen 14 A-G. Hounou 13 H-K. Whatarau 12 D. Wilson 11 P. Madsen 10 S. Michaelsen 9 D. Hounou 8 N. Smalley 7 J. Soussan 6 Ch. Nielsen 5 K. Riberholdt 4 J. Haaning 3 S. Brobyskov 2 E. Stafford 1 N. Jensen Remplaçants N. Gotfredsen K. Pedersen St. Leitch H. Jacobsen B. Diamandis Ch. Jensen R. Mortens Entraîneur ? |